# Hervé Baroukhel
Hervé Baroukhel, dit Hervé Barrel, est un comédien français né à Wattrelos le 20 juin 1955 et mort à Paris 10e le 29 avril 1996. Son père était médecin à Wattrelos.

## Biographie
Après des études secondaires au lycée Maxence Van Der Meersch à Roubaix, il a fait ses premiers pas dans une troupe lilloise avant de rejoindre Paris où il fut successivement comédien, éditeur de musique et enseignant d'art dramatique.
En 1978, il coréalise et tient le rôle principal d'un film court-métrage, Plurielles. La même année, il est Ajax dans le téléfilm la lilloise maudite dirigé par Maurice Sarfati. En 1979, il tourne le loup-cervier sous la direction de Alain Dhouailly. Il a joué dans le film de Dennis Berry, Last song, sorti en 1986. En 1990, il participe à l’épisode Une ligne d’enfer (saison 3 épisode 9), écrit par Jacques Cortal et réalisé par Gérard Gozlan, de la série européenne euroflics. Il s'est également produit dans un épisode de la série Cas de divorce (Leroy contre Leroy) en 1991.
Dans le domaine musical, il a notamment collaboré avec Guesch Patti pour son tube des années 1987 et 1988, Étienne.
Il a enseigné l'art dramatique, notamment à Bordeaux, dans les années 1990.
La Marne était pour lui un lieu d'inspiration privilégié. Ses cendres y ont été dispersées.